# Ctenotus astictus
Ctenotus astictus (арнемлендський смугастий гребневухий сцинк) — вид сцинкоподібних ящірок родини сцинкових (Scincidae). Ендемік Австралії.

## Поширення і екологія
Арнемлендські смугасті гребневухі сцинки мешкають на північному сході Північної Території, зокрема на островах Вессел та сера Едварда Пеллью. Вони живуть у відкритих екваліптових рідколіссях і сухих акацієвих заростях, а також в прибережних заростях.